# سوزان هولواي سكوت
سوزان هولواي سكوت (بالإنجليزية: Susan Holloway Scott)‏ (1900، واشنطن العاصمة في الولايات المتحدة)؛ روائية أمريكية.